# واصل بن عطاء
واصل بن عطاء، متكلم ومفكر إسلامي (700 - 748 م)،( 80 هـ - 131 هـ ) هو أبو حذيفة واصل بن عطاء المخزومي، الملقب بالغزّال الألثغ،
كان تلميذاً لمحمد بن الحنفية ولزم حلقة الحسن البصري، أسس فرقة المعتزلة عندما حصل الخلاف بينه وبين الحسن في حكم مرتكب الكبيرة، فاعتزل حلقة الحسن، فقال الحسن «اعتزلنا واصل» فتسمت فرقته بالمعتزلة وهي فرقة كلامية اشتهرت بالجدال والمناظرة وانضم إليه عمرو بن عبيد. كانت زوجته هي أخت عمرو بن عبيد. توفي في عام 131 هـ الموافق لـ 748 م في المدينة المنورة.
كان واصل بن عطاء على ما وهبه الله من فطانة وفصاحة وحسن تصرف في القول كان صاحب عاهة في نطق حرف الراء.
وكان واصل يحسن التأتي لهذا العيب المحرج في النطق، فيجانب لفظ الراء إلى سواه من الحروف، فيجعل البر قمحاً، والفراش مضجعاً، والمطر غيثاً، والحفر نبشاً، وقد سجل لنا العلماء خطبة كاملة لواصل بن عطاء تجنب فيها حرف الراء.
انفصل واصل بن عطاء عن الحسن البصري وكون الحلقة الأولى للمذهب الاعتزالي.

## من مؤلفات واصل
من بعض مؤلفاته ما يلي[بحاجة لمصدر]:
- أصناف المرجئة
- التوبة
- معاني القرآن
- المنزلة بين المنزلتين
- الدعوة
- الفتيا
- السبيل إلى معرفة الحق

## خطبته الشهيرة التي تجنب فيها حرف الراء
وللخطبة قيمة فنية وتاريخية عظيمة، فهي خطبة مرتجلة أمام الوالي ووفد من العلماء، اقتدر صاحبها على الاستغناء فيها عن حرف من أكثر الحروف دوراناً في الكلام، وعلى الرغم من أنها خطبة ذات طابع ديني، فيها من معاني القرآن الكريم وأساليبه ونصوصه. غير أن واصل قد تمكن من الفرار في إبداع وخفة وحذق من ألفاظ معينة إلى مرادفاتها، وهذا يدل على قدرة فنية لا تتأتى إلا للأفذاذ.
أما قيمتها التاريخية فتنبع من كونها أنموذج من خطب الوعظ الخالص في القرن الثاني للهجرة، تجنب فيها واصل فتن المذاهب والدعوات المذهبية، وفيها شبه كبير بخطبتي عمر بن عبد العزيز وسليمان بن عبد الملك ما، وقد اجتمع في ثلاثتها التحذير من مفاتن الدنيا، وتصوير نهاية الأحياء، والتنويه بفضل القرآن، والحث على اتباع آياته وهديه.
نص الخطبة:
| واصل بن عطاء | " الحمد لله القديم بلا غاية، والباقي بلا نهاية، الذي علا في دنوه، ودنا في علوه، فلا يحويه زمان، ولا يحيط به مكان، ولا يؤوده حفظ ما خلق، ولم يخلقه على مثال سبق، بل أنشأه ابتداعاً، وعد له اصطناعاً، فأحسن كل شيء خلقه وتمم مشيئته، وأوضح حكمته، فدل على ألوهيته، فسبحانه لا معقب لحكمه، ولا دافع لقضائه، تواضع كل شيء لعظمته، وذل كل شيء لسلطانه، ووسع كل شيء فضله، لا يعزب عنه مثقال حبة وهو السميع العليم، وأشهد أن لا إله إلا وحده لا مثيل له، إلهاً تقدست أسماؤه وعظمت آلاؤه، علا عن صفات كل مخلوق، وتنزه عن شبه كل مصنوع، فلا تبلغه الأوهام، ولا تحيط به العقول ولا الأفهام، يُعصى فيحلم، ويدعى فيسمع، ويقبل التوبة عن عباده، ويعفو عن السيئات ويعلم ما يفعلون. وأشهد شهادة حق، وقول صدق، بإخلاص نية، وصدق طوية، أن محمد بن عبد الله عبده ونبيه، وخاصته وصفيه، ابتعثه إلى خلقه بالبينات والهدى ودين الحق، فبلغ مألكته، ونصح لأمته، وجاهد في سبيله، لا تأخذه في الله لومة لائم، ولا يصده عنه زعم زاعم، ماضياً على سنته، موفياً على قصده، حتى أتاه اليقين. فصلى الله على محمد وعلى آل محمد أفضل وأزكى، وأتم وأنمى، وأجل وأعلى صلاة صلاها على صفوة أنبيائه، وخالصة ملائكته، وأضعاف ذلك، إنه حميد مجيد. أوصيكم عباد الله مع نفسي بتقوى الله والعمل بطاعته، والمجانبة لمعصيته، فأحضكم على ما يدنيكم منه، ويزلفكم لديه، فإن تقوى الله أفضل زاد، وأحسن عاقبة في معاد. ولا تلهينكم الحياة الدنيا بزينتها وخدعها، وفوائن لذاتها، وشهوات آمالها، فإنها متاع قليل، ومدة إلى حين، وكل شيء منها يزول، فكم عاينتم من أعاجيبها، وكم نصبت لكم من حبائلها، وأهلكت ممن جنح إليها واعتمد عليها، أذاقتهم حلواً، ومزجت لهم سماً. أين الملوك الذين بنوا المدائن، وشيدوا المصانع، وأوثقوا الأبواب، وكاثفوا الحجاب، وأعدوا الجياد، وملكوا البلاد، واستخدموا التلاد، قبضتهم بمخلبها، وطحنتهم بكلكلها، وعضتهم بأنيابها، وعاضتهم من السعة ضيقا، ومن العز ذلاً، ومن الحيلة فناء، فسكنوا اللحود، وأكلهم الدود، وأصبحوا لاتعاينُ إلا مساكنهم، ولا تجد إلا معالمهم، ولا تحسس منهم أحد ولا تسمع لهم نَبساً. فتزودوا عافاكم الله فإن أفضل الزاد التقوى، واتقوا الله يا أولى الألباب لعلكم تفلحون. جعلنا الله وإياكم ممن ينتفع بمواعظه، ويعمل لحظه وسعادته، وممن يستمع القول فيتبع أحسنه، أولئك الذين هداهم الله وأولئك هم أولوا الألباب. إن أحسن قصص المؤمنين، وأبلغ مواعظ المتقين كتاب الله، الزكية آياته، الواضحة بيناته، فإذا تلي عليكم فاستمعوا له وأنصتوا لعلكم تهتدون. أعوذ بالله القوي، من الشيطان الغوي، إن الله هو السميع العليم. بسم الله الفتاح المنان. قل هو الله أحد، الله الصمد، لم يلد ولم يولد، ولم يكن له كفواً أحد. نفعنا الله وإياكم بالكتاب الحكيم، وبالآيات والوحي المبين، وأعاذنا وإياكم من العذاب الأليم. وأدخلنا جنات النعيم. وأقول ما به أعظكم، وأستعتبُ الله لي ولكم." | واصل بن عطاء |